# Christiane Vaussard
Christiane Vaussard (Neuilly-sur-Seine, 17 novembre 1923 – Louveciennes, 4 novembre 2011) è stata una ballerina francese, danseuse étoile del Balletto dell'Opéra di Parigi dal 1947 al 1963.

## Biografia
Christiane Vaussard nacque in una famiglia dalla forte tradizione artistica: il padre insegnava alla Schola Cantorum de Paris, il nonno Léon Duprez era insegnante di canto al Conservatoire national supérieur de musique et de danse de Paris e il bisnonno era il tenore Gilbert Duprez.
Allieva di Carlotta Zambelli, nel 1933 fu ammessa alla Scuola di danza dell'Opéra di Parigi, dove continuò a seguire le lezioni della Zambelli e di Serge Lifar. Nel 1937 fu scritturata nel corps de ballet del balletto dell'Opéra di Parigi e continuò a perfezionarsi privatamente sotto Serge Peretti, Ljubov' Nikolaevna Egorova e Ol'ga Preobraženskaja. Fu promossa a solista nel 1944, prima ballerina nel 1945 e danseuse étoile nel 1947. Nel corso della sua carriera danzò ruoli da protagonista nelle coreografie di George Balanchine, Serge Lifar, Léonide Massine, Albert Aveline, Michel Fokine ed Anton Dolin.
Diede il suo addio alle scene nel 1963 e tra il 1964 e il 1993 fu maitresse de ballet della scuola di danza dell'Opéra di Parigi. 
Durante la seconda guerra mondiale incontrò l'ufficiale statunitense William Henry Yves Hawkins, che sposò nel 1945. Il matrimonio terminò nel 1978 con la morte dell'uomo e la coppia ebbe un figlio nel 1949.